# Joachim-Albrecht von Holleuffer
Joachim-Albrecht von Holleuffer, auch Joachim Albrecht von Holleuffer (* 20. März 1921 in Emden; † 31. Januar 2012) war ein deutscher Konteradmiral der Bundesmarine und von 1975 bis 1977 Stellvertreter Befehlshaber Flotte.

## Leben

### Herkunft
Joachim-Albrecht von Holleuffer war ein Angehöriger des Adelsgeschlechts von Holleuffer und ein Sohn des Kapitänleutnants, späteren Polizei-Oberstleutnants und Reichskommissars Karl Adolf von Holleuffer (1886–1945) und von Elisabeth Kenter (* 1895).
Von 1927 bis 1931 besuchte Joachim-Albrecht von Holleuffer eine Volksschule und anschließend bis 1939 ein humanistisches Gymnasium, welches er mit dem Abitur abschloss.

### Militärische Laufbahn in der Kriegsmarine
Joachim-Albrecht von Holleuffer trat 1939 in die Kriegsmarine ein und absolvierte vom 1. September 1939 bis 29. November 1939 eine Infanterieausbildung in Stralsund. Anschließend kam er bis Anfang Januar 1940 zur Bordausbildung auf die Schlesien und dann bis Anfang Juni 1940 auf die Emden. Hier wurde er am 1. Februar 1940 Seekadett. Bis Ende September 1941 besuchte er unterschiedliche Lehrgänge und kam als Zweiter Wachoffizier auf U 334. Hier blieb er bis Ende Januar 1942 und erhielt bis 7. April 1942 eine kurzzeitige Kommandierung als Wachoffizier auf die Wilhelm Bauer. Bis Kriegsende wurde er nun in der Folge als Erster Wachoffizier eingesetzt. Bis Ende Oktober 1942, ab 1. Juni 1942 Leutnant zur See, auf der Panther, dann bis Mitte Dezember 1942 auf U 643 und bis Ende März 1943 auf U 34. Am 1. April 1943 kam er auf die U 135, welche Mitte Juli 1943 im Mittelatlantik durch ein britisches Schiff aufgebracht wurde. Am 15. Juli 1943 ging er mit der überlebenden Besatzung von U 135 in Kriegsgefangenschaft. Dabei kam er von Sierra Leone (Freetown), nach Großbritannien (Midlands und Shap), dann nach Kanada (St. John, Wainwright und Seebe) und erneut nach Großbritannien (Sheffield und Llanmartin). Am 15. August 1947 wurde er aus der Kriegsgefangenschaft entlassen.
Am 1. Dezember 1943 war er noch zum Oberleutnant zur See befördert worden.

### Zwischenzeit
Nach der Freilassung aus der Kriegsgefangenschaft war er von Mitte September 1947 bis Ende 1947 Übersetzer und Dolmetscher bei der US-Army in München. Vom 8. September 1951 bis 15. Juli 1954 wurde er durch die US-Army mit Sonderaufgaben betraut. 1952 erstellte er im Auftrag von Achim Oster eine Studie Gedanken über Aufgaben und Aufbau eines Amtes für militärische Sicherheit und gehörte zur anfänglichen Aufbauorganisation des MAD.
Von 1953 bis 1955 absolvierte er ein Fernstudium an der Akademie für Welthandel, ohne eine Abschlussprüfung abzulegen.
Zusätzlich war er vom 19. Juli 1954 bis 3. April 1956 beim Bundesamt für Verfassungsschutz angestellt.

### Militärische Laufbahn in der Bundesmarine
Am 4. April 1956 trat er als Kapitänleutnant in die Bundesmarine ein und besuchte bis 5. Mai 1956 einen MAD-Lehrgang in Rengsdorf. Anschließend übernahm er bis Mitte April 1959 die MAD-Abteilung im Wehrbereich I. Er besuchte vom 25. Mai 1959 bis 18. Dezember 1959 einen Long Navigation and Direction Course an der HMS Dryad in Portsmouth. Nach dem Besuch eines Stabsoffizierslehrgang im Februar/März 1960 war er ab 1. Juli 1961 Erster Offizier auf der Emden. Vorher erfolgte am 29. September 1960 seine Beförderung zum Korvettenkapitän. Ab 1. Oktober 1963 war er stellvertretender Kommandeur der Zerstörerflottille und wurde hier am 22. Juni 1964 Fregattenkapitän. Von Oktober 1965 bis September 1966 war er Kommandant des Zerstörers Z 4. Von Oktober 1966 bis Ende September 1968 war er Lehrstabsoffizier für Taktik an der Führungsakademie der Bundeswehr in Hamburg. Am 25. März 1968 war er zum Kapitän zur See befördert worden. Ab 1. Oktober 1968 diente er als Operationsoffizier. Von Oktober 1971 bis September 1972 war er Kommandeur des 2. Geleitgeschwaders und wurde dann, ab 1. November 1972 Flottillenadmiral, bis Ende September 1975 Kommandeur der Zerstörerflottille. Anschließend war er zum Konteradmiral befördert, Stellvertreter des Befehlshabers des Flottenkommandos. Diese Kommandierung hatte er bis März 1977 inne. Am 30. April 1977 wurde er in den Ruhestand versetzt.
Am 17. Januar 1975 wurde er mit dem Verdienstkreuz 1. Klasse ausgezeichnet.

### Familie
Am 24. Oktober 1947 heiratete Holleuffer in München Irma Schmidt (* 1921). Die Ehe wurde am 31. Januar 1952 geschieden und Holleuffer heiratete erneut. In Wiesbaden wurde am 29. August 1953 die Ehe mit Beatrix Braxator (* 1928, † 2. August 2011) geschlossen.

### Stiftung

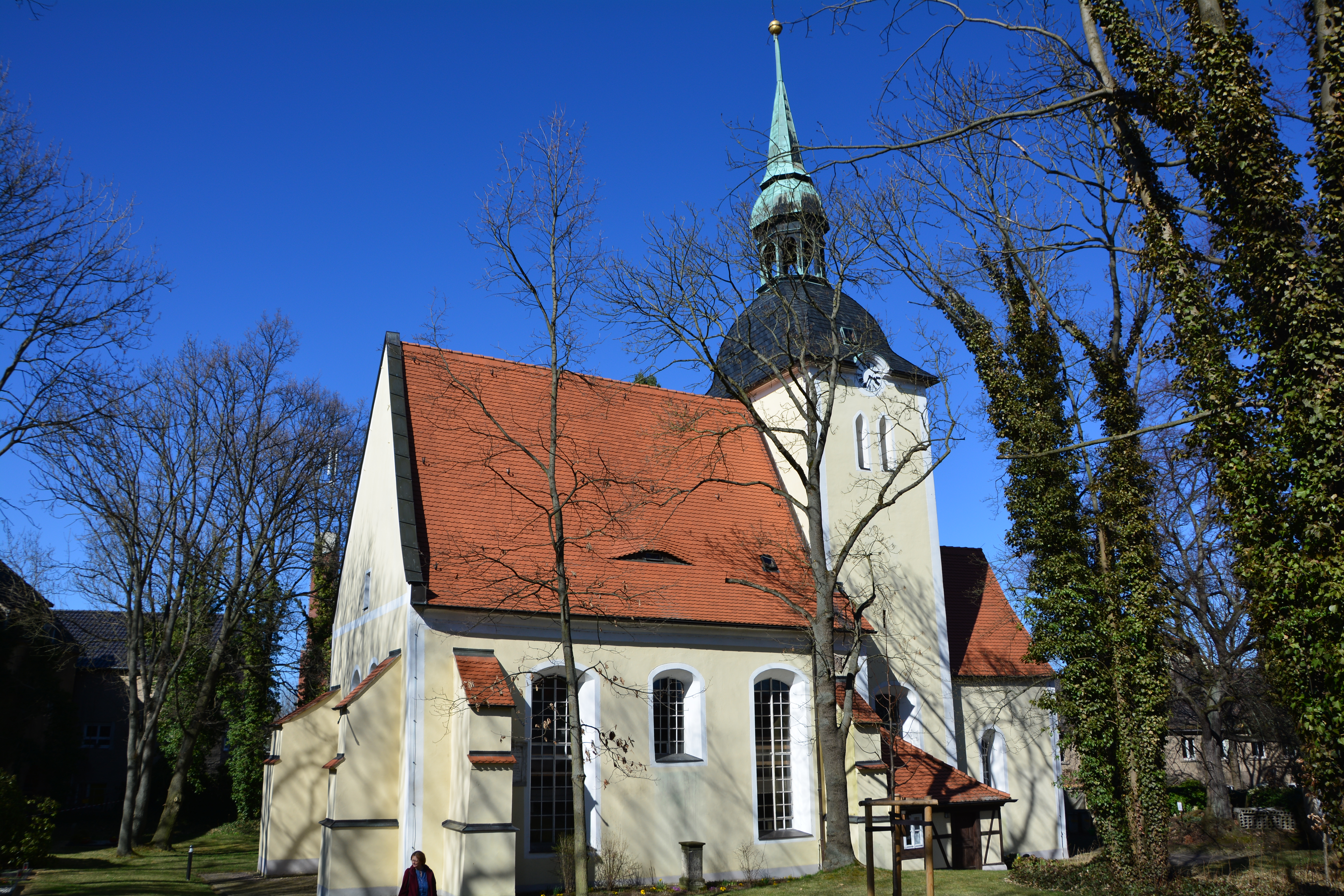
Kirche Burkartshain (2018)

Die umfassende Restaurierung der Kirche Burkartshain von 1992 bis 2008 geht auf das Engagement von Joachim-Albrecht von Holleuffer (1921–2012) und Ehefrau Beatrix von Holleuffer (1928–2011) zurück: Die Mittel der von ihnen gegründeten und von der Deutschen Stiftung Denkmalschutz verwalteten Treuhandstiftung sowie der Rudolf-August Oetker-Stiftung ermöglichten die originalgetreue, denkmalschutzgerechte Wiederherstellung von Fassade, Innenraum und Teilen der Ausstattung. Adelsfamilie von Holleuffer war von 1530 bis 1794 Eigentümer des Guts in Burkartshain und damit Patron des Kirchenbauwerks.